# Netelia fulginosa
Netelia fulginosa är en stekelart som beskrevs av Konishi 1996. Netelia fulginosa ingår i släktet Netelia och familjen brokparasitsteklar. Inga underarter finns listade i Catalogue of Life.